# Harper Lee
Nelle Harper Lee (født 28. april 1926, død 19. februar 2016) var en amerikansk forfatter, kendt for sin Pulitzerprisvindende roman Dræb ikke en sangfugl fra 1960 (på dansk 1962).

## Liv og karriere
Nelle Harper Lee blev født i Monroeville, Alabama som den yngste af fire børn. Som barn blev hun nær ven med nabodrengen Truman Capote, der senere selv blev en dygtig forfatter, og som var Lees inspiration for skikkelsen "Dill" i hendes roman.
Hun studerede jura ved University of Alabama 1945-49, og i halvtredserne flyttede hun til New York City. I 1959 hjalp hun Capote med at indsamle oplysninger til hans kommende roman Med koldt blod. Sammen rejste de til Holcomb i Kansas, hvor Clutter-familien var blevet myrdet. Hvor Capote var en udenforstående, blev Lee accepteret for sit venlige smil og evne til at sige det rigtige, og de blev inviteret hjem til folk, der havde kendt de dræbte. Lee var vokset op i en familie ikke ulig Clutters. For Capote udgjorde de mennesker en historie; for Harper Lee var de en familie. Den aften, hun og Capote var inviteret hjem til politiefterforskeren Dewey og hans familie, fik han en telefon om, at mændene, der havde myrdet Clutter-familien, var blevet arresteret i Las Vegas, tusinde miles derfra.
Lee skrev selv flere længere historier, og blev i 1959 færdig med Dræb ikke en sangfugl, som blev en verdenssucces i 1960 og indbragte hende Pulitzerprisen. Amazon.com-brugere stemte den frem til århundredets tredje bedste bog uafhængig af genre. Den solgte stadig en million eksemplarer i året.
Berømmelse var ikke noget, forfatterinden var videre begejstret for, men den voksede i 1962, da romanen blev filmatiseret og ligeledes blev en stor succes. En følge af filmen var et livslangt venskab med skuespilleren Gregory Peck, hvis barnebarn blev opkaldt efter Harper Lee.
Harper Lee, der skal have udtalt et ønske om at blive Alabamas svar på Jane Austen, udgav ikke noget efter Dræb ikke en sangfugl. Flere gange begyndte hun efter sigende på nye romaner, for dernæst at kassere dem. Hun fremstod som forfatteren, der skrev en klassiker, for derefter aldrig at følge den op med den vanskelige bog nr 2. Men i februar i 2015 forlød det, at der var fundet et gammelt manus i en safe. Harper Lee skal have fortalt sin agent, at der var tale om forløberen til Dræb ikke en sangfugl. Dette var altså den første bog, og en litterær sensation omgivet af så meget hemmelighedskræmmeri, at det norske forlag fik købt rettighederne på én betingelse: Forlæggerne var nødt til at komme til London på en aftalt dag for at læse den i enerum, uden adgang til mobiltelefon, papir eller pen. Oversættelsen skal være foregået på samme vis. Den norske oversætter Ragnhild Eikli skal have siddet på et lukket kontor og oversat. Hver dag når hun gik hjem, blev manuset låst inde i en safe. Modtagelsen af den engelske udgave var yderst negativ. I opfølgeren/forløberen er handlingen lagt til 20 år efter Dræb ikke en sangfugl. Hovedpersonen vender tilbage til Alabama fra New York for at opdage, at hendes far, som hun troede, tog afstand fra segregering, tværtimod forsvarer praksissen og samarbejder med hendes kæreste i borgerrådet for at begrænse de farvedes mulighed til magt. Læsernes skuffelse gik så langt, at en boghandel i Michigan gav køberne pengene tilbage for bogen. Debutbogen virkede langt mere gennemarbejdet. Lee selv var på dette tidspunkt 89-årig slagpatient, der hørte og så dårligt og boede på plejehjem. Udgivelsen kom, efter at hendes søster og værge Alice gik bort i november 2014.
I lighed med J.D. Salinger og Thomas Pynchon har Lee levet helt anonymt og tilbagetrukket, men i 2007 modtog hun the Presidential Medal of Freedom, den højeste civile orden i USA, fra præsident George W. Bush.

## Portrætteret på film
Harper Lee er flere gange blevet portrætteret på film. I den Oscarbelønnede film Capote fra 2005 blev hun spillet af Catherine Keener og i den anmelderroste Infamous var det Sandra Bullock.